# Pirano
En química el pirano es un compuesto heterocíclico formado por cinco átomos de carbono y un átomo de oxígeno y que presenta dos dobles enlaces. La fórmula molecular es C5H6O. Existen dos tipos de isómeros, los cuales difieren en la localización de los dobles enlaces. En el 2H-pirano, el carbono saturado está en la posición 2, mientras que en el 4H-pirano se encuentra en la posición 4.
El 4H-pirano fue aislado y caracterizado en 1962 vía pirólisis del 2-acetoxi-3,4-dihidro-2H-pirano. Se constató que era muy inestable, particularmente en presencia de aire. 
Aunque los piranos tienen poca importancia en la química, una variedad de sus derivados son importantes biomoléculas, como los piroflavonoides.
El término pirano a menudo también se aplica al anillo saturado tetrahidropirano. En este contexto los monosacáridos que contienen un anillo hexagonal son conocidos como anillos piranosos. De ahí que la forma de anillo hexagonal de la D-glucosa sea conocida como D-glucopiranosa.